# Caina
Caina é um gênero de mariposa pertencente à família Crambidae.

## Espécies
- C. ciniferella
- C. deletella
- C. inanitella
- C. micrella
- C. subdeletella